# François Baroin

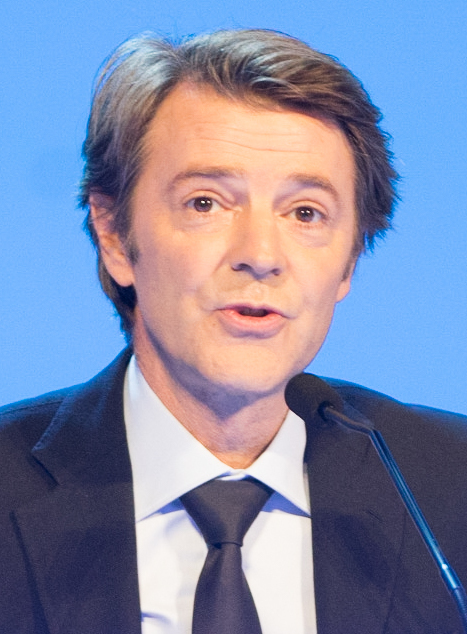
François Baroin, 2017

François Claude Pierre René Baroin (* 21. Juni 1965 in Paris) ist ein französischer Politiker (RPR, UMP, Les Républicains) und ehemaliger Journalist. Er ist seit 1995 Bürgermeister von Troyes. Zudem war er von März 2010 bis Mai 2012 Minister – zunächst Haushaltsminister und dann Finanzminister – unter Premierminister François Fillon. Von 2014 bis 2017 gehörte er dem französischen Senat an.

## Herkunft, Ausbildung, Beruf
Baroins Vater Michel war ein hoher Beamter und Freimaurer (zeitweilig Großmeister des Grand Orient de France) sowie ein enger Freund von Jacques Chirac. Dieser überbrachte François Baroin 1987 die Nachricht vom Tod seines Vaters bei einem Flugzeugabsturz in Kamerun. Der damalige Premierminister wurde anschließend zu einem Mentor für den jungen Baroin, der im selben Jahr auch seine ältere Schwester bei einem Autounfall verloren hatte. Er absolvierte ein Studium am Institut supérieur de gestion (Institut für Betriebswirtschaft), das er 1989 abschloss. Es folgten Aufbaustudien an der Universität Panthéon-Assas (Paris II), wo er ein DESS in Verteidigungsfragen, ein weiteres in Informationswissenschaften sowie ein DEA in Geopolitik erwarb.
Baroin ist seit der Schulzeit auf dem privaten katholischen Collège Stanislas mit Jean-Michel Blanquer befreundet, die beiden betrachten sich als „beinahe Brüder“. Zusammen mit Blanquer und Richard Senghor (Großneffe des senegalesischen Präsidenten Léopold Senghor) initiierte Baroin 1987 eine „Erklärung für das dritte Jahrtausend“, die eine aktualisierte Fassung der Erklärung der Menschen- und Bürgerrechte von 1789 sein sollte.
Von 1988 bis 1992 arbeitete Baroin als Journalist in der Politik-Redaktion des Senders Europe 1. Seit 2001 ist er als Rechtsanwalt bei der Pariser Anwaltskammer zugelassen. Seit 2016 ist er beigeordneter Professor für Makroökonomie, Geopolitik und Krisenmanagement an der Wirtschaftshochschule HEC Paris. Seit 2018 ist er zudem als External Senior Advisor für die Londoner Investmentbank Barclays tätig.

## Politische Karriere
1989 wurde er für die Partei RPR zum Mitglied des Gemeinderates von Nogent-sur-Seine gewählt, am 2. April 1993 zum Abgeordneten der Nationalversammlung, wo er den 3. Wahlkreis des Départements Aube vertrat (in dem u. a. Nogent-sur-Seine und ein Teil von Troyes liegen). Als Nachfolger seines Parteikollegen Robert Galley wurde Baroin 1995 zum Bürgermeister von Troyes gewählt.
Im gleichen Jahr benannte Premierminister Alain Juppé ihn zu seinem Pressesprecher (Staatssekretär beim Premierminister im Kabinett Juppé I). Nachdem Juppé ihn im November 1995 für das Kabinett Juppé II nicht wiederberief, wurde er Beauftragter des Präsidenten Jacques Chirac und behielt diesen Posten, bis er am 1. Juni 1997 erneut ein Abgeordnetenmandat errang.
Im Juni 2002 zog Baroin nach der Parlamentswahl erneut für das Département Aube in die Nationalversammlung ein. Zwischenzeitlich hatte er sich der neu gegründeten Partei UMP angeschlossen, innerhalb derer er unter dem Vorsitz von Alain Juppé das Amt des stellvertretenden Generalsekretärs bekleidete. Seit dem 2. Juni 2005 war er als Nachfolger von Brigitte Girardin in der Regierung von Dominique de Villepin Minister für Fragen der Gebiete in Übersee (Ministre de l'Outre-mer) und wechselte am 26. März 2007 auf den Posten des zurückgetretenen Innenministers Nicolas Sarkozy, der bei der Präsidentschaftswahl am 6. Mai 2007 zum Staatspräsidenten gewählt wurde.
Am 22. März 2010 wurde er Haushaltsminister (Ministre du Budget) im Kabinett Fillon II; dort folgte er Éric Woerth.
Baroin wurde auch im Kabinett Fillon III (das am 13. November 2010 antrat) Haushaltsminister und zusätzlich „Minister für den Öffentlichen Dienst“. Am 29. Juni 2011 wurde er Nachfolger von Christine Lagarde (UMP) als Minister für Wirtschaft und Finanzen (Ministre de l'Économie, des Finances et de l'Industrie). Nach der Präsidentschaftswahl am 6. Mai 2012, bei der Amtsinhaber Sarkozy gegen François Hollande (PS) verlor, trat das Kabinett Fillon III zurück; damit endete Baroins Zeit als Minister.
Baroin ist seit 2014 Vorsitzender der Association des maires de France (Vereinigung der Bürgermeister Frankreichs). Im Oktober wurde er als Vertreter des Départements Aube in den französischen Senat gewählt. Die UMP benannte sich 2015 in Les Républicains um. Er unterstützte 2017 die Präsidentschaftskandidatur von François Fillon und galt im Falle eines Wahlsiegs als möglicher Premierminister. Nach dessen Scheitern bei der Wahl am 23. April bot Baroin Emmanuel Macron an, im Fall von dessen Sieg „als Premier bereit zu stehen“. Dies wurde von Macron jedoch abgelehnt.
Baroin galt seit Fillons Scheitern zeitweise als neuer „starker Mann“ der Republikaner. Er steht für eine klare Abgrenzung vom Front National („Wer sich mit dem FN verbündet, wird aus der Partei ausgeschlossen“). Angesichts der neuen Regeln gegen Doppelmandate und Ämterhäufung verzichtete er zum 1. Oktober 2017 auf sein Mandat im Senat, um weiter Bürgermeister von Troyes zu bleiben.